# Antonije I. Carigradski
Antonije I. Kassymatas (grčki Αντώνιος Α΄ Κασσυματάς, Antōnios I Kassymatas) bio je grčki odvjetnik i patrijarh Konstantinopola (821. – 837.).

## Biografija
Nije poznato kada je Antonije rođen, ali se zna da je postao odvjetnik u Konstantinopolu oko 800. godine. Kasnije je postao redovnik te biskup Sillyona (Σίλλυον) u Anatoliji. Isprva je Antonije podržavao kult ikona u Crkvi, no 815. je ipak postao ikonoklast, tijekom vladavine cara Leona V. Antonije se nadao da će postati patrijarh te ga je car Mihael II. Amorijski postavio na to mjesto godine 821.
Antonije je umro 837. te je poslije proglašen heretikom.
| prethodnik Teodot I. Carigradski | Patrijarh Konstantinopola 821. – 837. | nasljednik Ivan VII. Carigradski |